# Національна партія Гондурасу
Націона́льна па́ртія Гондура́су (ісп. Partido Nacional de Honduras) — правоцентристська консервативна політична партія в Гондурасі, одна з двох основних політичних партій країні. З часу заснування національна партія перебуває в конкуренції з її основним суперником на виборах у Гондурасі — Ліберальною партією Гондурасу. 
На загальних виборах 25 листопада 2001 року Національна партія здобула 46,5% голосів і 61 з 128 місць в Національному конгресі Гондурасу. Її кандидат на президентських виборах Рікардо Мадуро виграв з 52,2% голосів і був обраний президентом. У парламентських виборах від 2005 року Національна партія здобула 55 з 128 місць у конгресі, а її кандидат на президентських виборах, Порфіріо Лобо з 46,2% голосів зазнав поразки і поступився президентською посадою Мануелю Селайї.
Після державного перевороту 2009 року Гондурас опинився в тяжкій політичній кризі. Виходом із кризи вважалося проведення виборів президента країни, намічених на 29 листопада 2009 року й одночасно до законодавчих зборів. Усунений від влади колишній президент Селайя закликав бойкотувати вибори, але понад 60% виборців віддали свої голоси за кандидата від Національної партії Порфіріо Лобо, якого було обрано наступним президентом Гондурасу.